# Simbolismo nazista
Partido Nazista do século XX fez uso extensivo do simbolismo gráfico, especialmente a suástica, que foi usada como seu principal símbolo e na forma da bandeira da suástica se tornou a bandeira do estado da Alemanha Nazista.

## Principais símbolos
Outros símbolos empregados pelos nazistas incluem:
- Águia em cima da suástica, o símbolo formal do Partido Nazista.
- Flechas SS, a Insígnia rúnica do Schutzstaffel[3][4]
- Várias runas do script rúnico, como a runa odal e símbolos semelhantes a runas[5][6] e o Wolfsangel[7]
- O uniforme preto SS
- As camisas marrons do Sturmabteilung
- A insígnia da cabeça da morte das unidades da SS-Totenkopfverbände e dos campos de concentração[8]

O principal símbolo dos nazistas era a "bandeira da suástica". O motivo preto-branco-vermelho é baseado nas cores das bandeiras do Império Alemão. Esse esquema de cores era comumente associado aos nacionalistas alemães anti-Weimar, após a queda do Império Alemão. Os nazistas denunciaram a bandeira de dourado-vermelho-preto da República de Weimar (a atual bandeira da Alemanha). Em Mein Kampf, Adolf Hitler descreveu o simbolismo da bandeira nazista: "O vermelho expressou o pensamento social subjacente ao movimento. Branco o pensamento nacional. E a suástica significou a missão que nos foi atribuída a luta pela vitória da humanidade ariana e ao mesmo tempo o triunfo do ideal do trabalho criativo ..." Hoje, alguns países como a Alemanha (ver Strafgesetzbuch, seção 86a), Áustria, França, Lituânia, Letônia, Polônia, Ucrânia, Brasil e Israel baniram os símbolos nazistas e são considerados crime se forem exibidos publicamente para fins não-educacionais.

## Letras rúnicas

A partir de 1933, o emblema da SS nazista exibia duas "runas Sig".

Cartas históricas do alfabeto rúnico e das modernas runas de Armanen foram usadas pelo nazismo e por grupos neonazistas que se associam às tradições germânicas, principalmente as runas Sigel, Eihwaz, Tyr; c.f. Odal (veja Odalismo) e Algiz.
O fascínio que as runas parecem ter exercido sobre os nazistas pode ser atribuído ao ocultismo e ao Völkisch do autor Guido von List, uma das figuras importantes no misticismo germânico e revivalismo rúnico no final do século XIX e início do século XX. Em 1908, Guido von List publicou em Das Geheimnis der Runen ("O Segredo das Runas") um conjunto de 18 "Runas de Armanen", baseado no Futhark recente, que lhe teriam sido reveladas em estado de cegueira temporária após uma operação de catarata em ambos os olhos em 1902.
Nos contextos nazistas, o s-runa é referido como "Sig" (após Guido von List, provavelmente de Sigel anglo-saxão). O "Wolfsangel", embora não seja uma runa historicamente, tem a forma da runa "Gibor" de Guido von List. Rúnico "SS" era o símbolo do Schutzstaffel.

## Uso continuado por grupos neonazistas
Muitos símbolos usados pelos nazistas foram apropriados por grupos neonazistas, incluindo várias runas. Os neonazistas também empregam vários símbolos numéricos, tais como:
- 18, código para Adolf Hitler. O número vem da posição das letras no alfabeto: A = 1, H = 8.[15]
- 88, código para 88 Preceitos. Um manifesto escrito por David Lane, um americano supremacista branco do final do século XX, sobre a organização adequada de uma nação nacionalista branca, 88 Preceitos é um tratado sobre direito natural, religião e política.[16] No entanto, de acordo com a Liga Antidifamação, é o código para Heil Hitler. Novamente, o número vem da posição da letra H no alfabeto latino.[17]
- 14, das Quatorze Palavras cunhadas por David Lane: "Precisamos garantir a existência do nosso povo e um futuro para as crianças brancas".[18]
- 14 e 88 são por vezes combinados uns com os outros (i.e. 14/88, 8814, 1488).[19] Eles também são às vezes descritos em dados.[20]

## Galeria

Reichsadler da Alemanha Nazista (1933–1945)
insígnia da cabeça da morte da SS
Alinhado horizontalmente Wolfsangel, usado pela 2.ª Divisão SS Das Reich
Wolfsangel Vertical
Runa Odal

Runa Algiz
Uma versão simplificada do cruz céltica é usada por vários grupos neonazistas
A cruz do sol quebrada usada pelo Movimento da Fé Alemã e a 5.ª Divisão Panzergrenadier SS Wiking, também usada pela Sociedade Thule
O Martelo e a Espada utilizados por adeptos do Strasserismo
O Sol Negro usado pelos círculos esotéricos nazistas e outros grupos neo-nazistas